# Roman Andrejev
Roman Andrejev (* 5. Juni 1990 in Tallinn, Estnische SSR) ist ein estnischer Eishockeyspieler, der seit 2016 beim Ulricehamns IFK unter Vertrag steht, mit dem er in der schwedischen Division 2 spielt.

## Karriere
Roman Andrejev begann seine Karriere als Eishockeyspieler beim Narva PSK, für den er bereits als 16-Jähriger in der Meistriliiga debütierte. Von 2009 bis 2011 spielte er für die New Jersey Renegades in der Metro Junior Hockey League. Anschließend kehrte er nach Estland zurück, wo er zwei Jahre für Tartu Kalev-Välk auf dem Eis stand und mit dem Klub aus der zweitgrößten estnischen Stadt 2012 estnischer Landesmeister wurde. 2013 wechselte er das zweite Mal in die Vereinigten Staaten und spielte zunächst im Nordosten der USA für die Danville Dashers in der Federal Hockey League, wechselte aber noch während seiner ersten Saison in Übersee in den Süden, wo er für die Pensacola Ice Flyers und Mississippi Surge jeweils in der Southern Professional Hockey League aktiv war. 2014 zog es ihn zum Varberg HK in die schwedische Hockeyettan, die dritthöchste Spielklasse des skandinavischen Landes. Im Dezember 2016 wechselte er zum fünftklassigen Borås HC, mit dem ihm 2017 der Aufstieg in die viertklassige Division 2 und 2019 in die drittklassige Hockeyettan gelang. 2020 wechselte er zum Ulricehamns IFK, mit dem er wieder in der Division 2 spielt.

### International
Für Estland nahm Andrejev im Juniorenbereich an der U18-Weltmeisterschaft 2007 in der Division I sowie den U20-Weltmeisterschaften der Division I 2007 und der Division II 2010, als er Kapitän seines Teams war, teil. Im Seniorenbereich trat er für sein Land bei den Turnieren der Division II 2012 und 2014 an, wobei ihm mit dem Team aus dem Baltikum jeweils der Aufstieg in die Division I gelang. Dort spielte er dann bei den Weltmeisterschaften 2015, 2016, 2017, 2018 und 2019. Außerdem vertrat er seine Farben beim Baltic Cup 2016 und der Olympiaqualifikation für die Winterspiele in Peking 2022.

## Erfolge und Auszeichnungen
- 2012 Aufstieg in die Division I, Gruppe B, bei der Weltmeisterschaft der Division II, Gruppe B
- 2012 Estnischer Meister mit Tartu Kalev-Välk
- 2014 Aufstieg in die Division I, Gruppe B, bei der Weltmeisterschaft der Division II, Gruppe A
- 2017 Aufstieg in die Division 2 mit dem Borås HC
- 2019 Aufstieg in die Hockeyettan mit dem Borås HC